# Nogometni klub Graničar Županja
Il Nogometni klub Graničar Županja, conosciuto semplicemente come Graničar Županja, è una squadra di calcio di Županja, una cittadina nella Regione di Vukovar e della Sirmia in Croazia.

## Storia
Il Graničar viene fondato nel 1921 e le prime partite sono disputate contro l'Hajduk Orašje; nel 1922 cambia il nome in Jadran, ma nel 1926 ridiventa Graničar. Nel 1934 viene costruita una tribuna nel campo sportivo e il club si iscrive nelle competizioni ufficiali. Dopo la seconda guerra mondiale la squadra si rinnova e si comincia a costruire un nuovo stadio nel campo donato da Katarina Hepburn, moglie di uno dei comproprietari della fabbrica di tannino della città. Il nuovo stadio viene inaugurato nel 1949 con una amichevole contro la Lokomotiva Zagabria. Nel 1960 il club sale nella Slavonska zona e nel 1976 nella Hrvatska republička liga (terza divisione jugoslava) dopo lo spareggio contro il Fruškogorac Ilok ove rimane fino al 1991. Dopo la dissoluzione della Jugoslavia il Graničar riesce a raggiungere la Prva HNL per una stagione, da allora milita nei campionati minori. Graničar significa "doganiere", infatti Županja era sul confine fra regno di Slavonia ed impero ottomano. La popolazione locale della contea era integrata nel sistema di confine in cui tutti gli uomini di età compresa tra 16 e 60 anni erano soggetti alle rigide regole del servizio militare. Il nome del club deriva dalla strofa di una canzone patriottica.

## Strutture

### Stadio
Il Graničar disputa le partite casalinghe allo Spomen stadion prve nogometne lopte (Stadio commemorativo del primo pallone da calcio), un impianto da 2500 posti.
Lo stadio prende il nome dal fatto che qui si è giocata nel 1880 una partita fra inglesi e operai della fabbrica di tannino. È la prima menzione del calcio in Croazia e Jugoslavia.

## Palmarès
- Treća HNL: 1

2004-2005 (girone est)
- MŽNL RL Slavonije i Baranje

2019
- Nogometni kup Vukovarsko-srijemske županije (coppa della regione di Vukovar e della Sirmia)

1998, 2003, 2009